# Fantasy-Jahr 1999
Übersicht

◄◄ | ◄ | 1995 | 1996 | 1997 | 1998 | Fantasy-Jahr 1999 | 2000 | 2001 | 2002 | 2003 | ► | ►►

Weitere Ereignisse

## Ereignisse
- Irrtum im Jenseits wird vom British Film Institute auf Platz 20 der besten britischen Filme des 20. Jahrhunderts gewählt.
- 13. Fantasy Filmfest 28. Juli – 18. August in Hamburg, Berlin, Köln, Frankfurt, Stuttgart und München